# Dvorana Železnik
Dvorana Železnik košarkaška je dvorana u Beogradu, u Srbiji. Najčešće ju koristi FMP Železnik. Kapaciteta je oko 3.000 mjesta.